# سیستین استالونه
سیستین رز استالونه (به انگلیسی: Sistine Rose Stallone) زاده ۲۷ ژوئن ۱۹۹۸ یک مدل و بازیگر آمریکایی است. او اولین بازیگری خود را در نقش نیکول در فیلم ترسناک ۴۷ متر پایین: آزاد شده، به کارگردانی یوهانس رابرتس انجام داد.

## حرفه
در سال ۲۰۱۶ او برای شرکت مدلینگ آی‌ام‌جی مادلز، قراردادی امضا کرد و اولین حضور خود را در یک نمایش مد برای شرکت شنل انجام داد. او در ژوئیه ۲۰۱۶ در شماره گامور ظاهر شد و در نوامبر ۲۰۱۷ تصویراش بر روی جلد مجله ال قرار گرفت. 

## زندگی شخصی
سیستین استالونه در سال ۱۹۹۸ میلادی به عنوان دومین دختر بازیگر نقش جایزه اسکار - سیلوستر استالونه و مدل قبلی جنیفر فلاوین به دنیا آمد. در سال ۲۰۱۸ او برای ادامه تحصیل در رشته مطالعات ارتباطات در دانشگاه کالیفرنیای جنوبی شرکت کرد.

## فیلم‌شناسی
| سال  | عنوان                  | نقش   | یادداشت |
| ---- | ---------------------- | ----- | ------- |
| ۲۰۱۹ | ۴۷ متر پایین: آزاد شده | نیکول | بازیگر  |
| ۲۰۲۱ | نیمه شب در چمن‌زار      | هدر   | بازیگر  |